# Липова (Бардјејов)
Липова (слч. Lipová) насељено је мјесто са административним статусом сеоске општине (слч. obec) у округу Бардјејов, у Прешовском крају, Словачка Република.

## Становништво
| Година:    | 1994. | 2004.   | 2014.    | 2024.   |
| ---------- | ----- | ------- | -------- | ------- |
| Број људи: | 104   | 94      | 81       | 83      |
| Разлика:   |       | -9,61 % | -13,82 % | +2,46 % |

| Година:    | 2023. | 2024.   |
| ---------- | ----- | ------- |
| Број људи: | 81    | 83      |
| Разлика:   |       | +2,46 % |

Према подацима о броју становника из 2024. године насеље је имало 83 становника.